# Contrôle d'identité en France
En droit français, le contrôle d'identité ou la vérification d'identité est une enquête de police visant à établir l'identité de la personne contrôlée. Cette enquête est réglementée par des lois de 1986 et de 1993 insérées aux articles 78-1 et suivants du Code de procédure pénale, le juge judiciaire examinant le procès-verbal et, le cas échéant, les motifs invoqués ayant conduit au contrôle, pour juger de sa régularité.

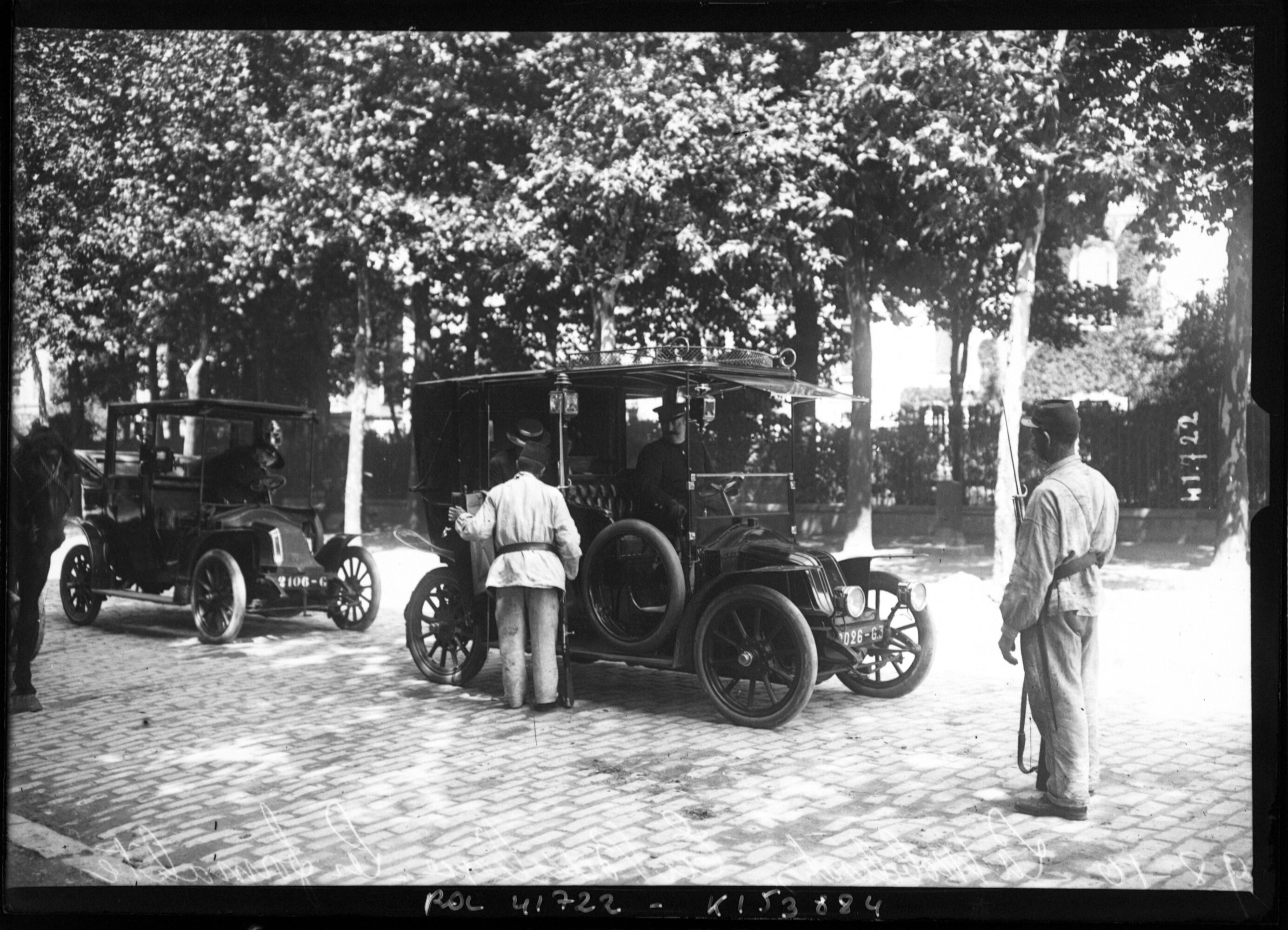
Un contrôle d'identité de voyageurs près de Paris en 1914.

Le droit distingue le contrôle d'identité de police judiciaire, qui s'effectue dans le contexte d'une infraction, et le contrôle d'identité de police administrative, qui peut avoir pour objectif de prévenir des infractions, et non simplement de les réprimer. Les contrôles d'identité généralisés et discrétionnaires sont illégaux ; les contrôles généralisés dans certaines zones sont légaux dans certaines circonstances (prévention de troubles à l'ordre public). Les contrôles ne peuvent se faire sur le seul fondement de l'apparence, ni non plus sur le seul fait de parler une langue étrangère. La Commission nationale de déontologie de la sécurité (CNDS) a été saisie de plusieurs cas de contrôles abusifs, et a rappelé qu'il convenait « d'éviter les contrôles d'identité sans motif et au faciès ».

## Modalités juridiques

### Contrôle d'identité de police judiciaire

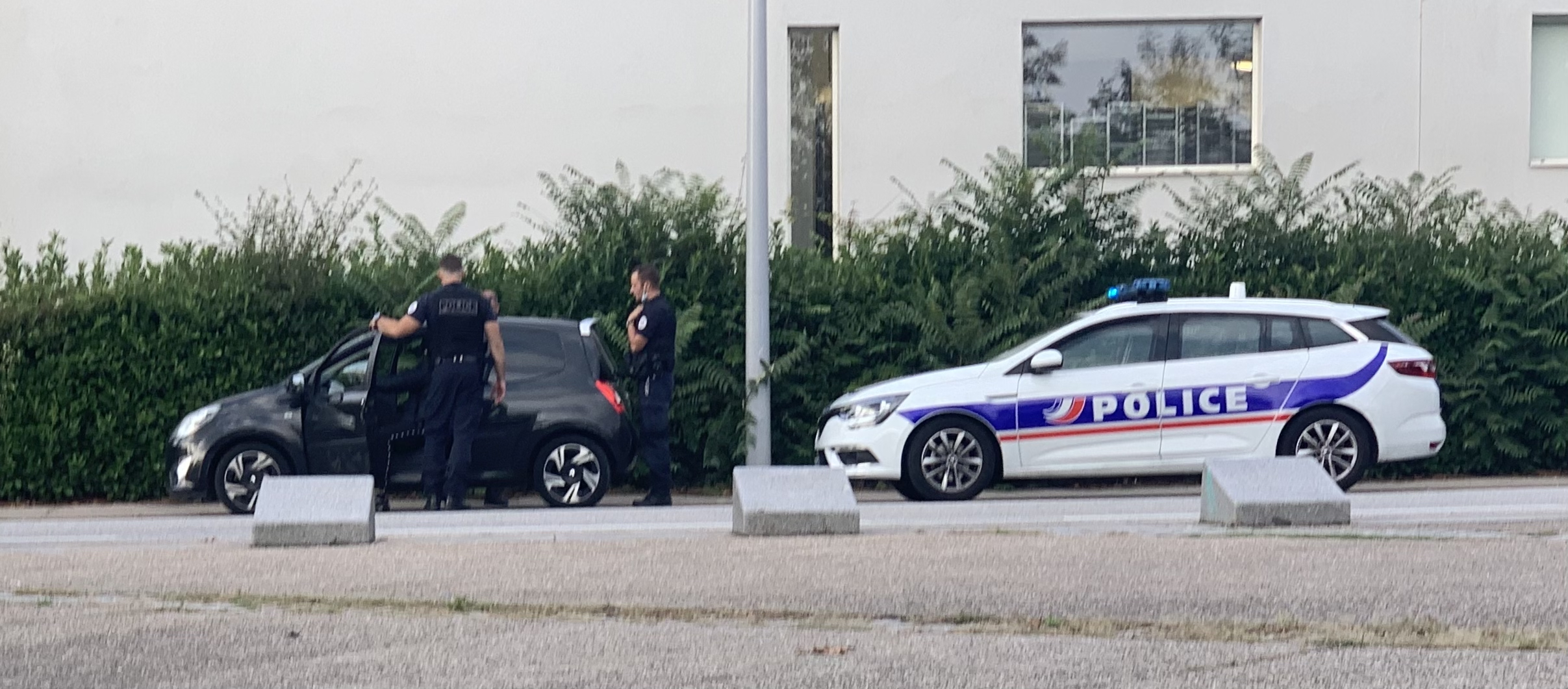
Contrôle d'identité près de Lyon en 2021.

Le contrôle judiciaire intervient dans un contexte lié à la commission d'une infraction, souvent en même temps qu'une enquête de police judiciaire.
Selon l'article 78-2 alinéa 1 du Code de procédure pénale, les officiers et agents de police judiciaire peuvent contrôler les personnes soupçonnées d'avoir commis ou tenté de commettre une infraction, ou de se préparer à en commettre une. Ils peuvent également contrôler les personnes faisant l'objet de recherches ordonnées par une autorité judiciaire, et celles susceptibles de fournir des renseignements utiles à l'enquête en cas de crime ou de délit.
Ce contrôle doit être justifié par des « raisons plausibles ». À plusieurs reprises, la Cour de cassation a considéré que l'interpellation d'une personne en infraction à la législation sur les étrangers (par exemple sous le coup d'un arrêté de reconduite à la frontière), s'étant « spontanément » rendue à la préfecture de police, c'est-à-dire sans être convoquée, ou y ayant été convoquée par une lettre mentionnant l'infraction en question, était régulière.
Lorsque le contrôle donne lieu à un procès-verbal pour conduite en état alcoolique, celui-ci doit mentionner l'identité de l'officier de police judiciaire (OPJ) ainsi que les heure et lieu du contrôle préventif effectué; à défaut, il encourt la nullité.

### Contrôle d'identité de police administrative
Ce contrôle se fait dans un but préventif et non répressif, en accord avec la mission de police administrative. Selon la loi du 10 août 1993, l'identité de toute personne, quel que soit son comportement peut être contrôlée pour prévenir une atteinte à l'ordre public et notamment à la sécurité des personnes ou des biens.
Cette loi a cependant été profondément tempérée par l'interprétation qu'en a faite le Conseil constitutionnel dans sa décision du 5 août 1993. Ainsi, les contrôles d'identité généralisés et discrétionnaires sont incompatibles avec le principe de liberté individuelle. De plus, l'officier de police judiciaire doit justifier de circonstances particulières établissant le risque d'atteinte à l'ordre public.
Des contrôles d'identité de police administrative se transforment toutefois régulièrement en contrôles d'identité de police judiciaire, comme l'attestent par exemple les divers avis de la Commission nationale de déontologie de la sécurité, souvent à l'issue d'allégations d'outrage à agent public ou autre rébellions contre la force publique.

### Contrôle d'identité sur réquisition du procureur de la République
Le procureur de la République peut requérir les forces de police afin de procéder à des contrôles d'identité à l'égard de toute personne dans un lieu et pour une durée déterminés, selon les dispositions de l'article 78-2 alinéa 7 du Code de procédure pénale. Celle-ci peut inclure, par exemple, des contrôles sur le marché de Toulon de 6 h 00 du matin à 17 h 00.
La réquisition doit être faite aux fins de recherche et de poursuites d'infractions visées par le Procureur de la République.

### Contrôle d'identité pourles élections
L'article R. 60 du code électoral impose un contrôle d'identité pour les scrutins dans les communes de plus de 1000 habitants (un seuil fixé à 5000 habitants en 1976 puis 3500 en 2007 et rabaissé au millier depuis 2015). Un arrêté ministériel précise également la liste des pièces d'identité valables pour se présenter au bureau de vote.

### Contrôle d'identité Schengen
Ce contrôle a été créé après la Convention de Schengen pour compenser la disparition des frontières intérieures. Il s'applique à toute personne dans une zone de 20 km en deçà des frontières de l'État signataire et les ports, aéroports, et gares ouvertes au trafic international. La Cour de justice de l'Union européenne a condamné en juin 2010 cette disposition. Cette condamnation a conduit à la modification de l'article 78-2 du code de procédure pénale par la loi organique du 14 mars 2011 (dite LOPPSI II) qui précise que ces contrôles visent à prévenir les infractions transfrontalières, que leur durée ne peut excéder 6 heures d'affilée (durée portée à 12 heures par la loi SILT du 30 octobre 2017), et qu'ils ne peuvent être systématiques.

### Contrôle d'identité dans les trains transnationaux
L'article 3 de la loi n° 2006-64 du 23 janvier 2006 relative au traitement du terrorisme et portant diverses dispositions relatives à la sécurité et aux contrôles frontaliers modifie les règles sur les contrôles d'identité.
De tels contrôles sont désormais légalement possibles dans les trains transnationaux entre la frontière et le premier arrêt qui se situe au-delà des 20 kilomètres de la frontière et, dans certains cas, entre cet arrêt et un arrêt situé dans la limite des 50 kilomètres suivants.
Les lignes et arrêts concernés sont définis dans cet arrêté ministériel du 26 avril 2006. Tout étranger ou perçu comme tel par les forces de police s'expose à des contrôles d'identité sur les quais de ces gares par les agents de la Police de l'Air et des Frontières. Il s'agit des gares de :
- Cannes (Alpes-Maritimes, 06)
- Chambéry (Savoie, 73)
- Dax (Landes, 40)
- Douai (Nord, 59)
- Limoges (Haute-Vienne, 87)
- Mandelieu-La Napoule (Alpes-Maritimes, 06)
- Metz (Moselle, 57)
- Nancy (Meurthe-et-Moselle, 54)
- Nice (Alpes-Maritimes, 06)
- Pagny-sur-Moselle (Meurthe-et-Moselle, 54)
- Paris-Est (Ile-de-France, 75)
- Paris-Nord (Ile-de-France, 75)
- Perpignan (Pyrénées-Orientales, 66)
- Poitiers (Vienne, 86)
- Pont-à-Mousson (Meurthe-et-Moselle, 54)
- Saint-Jean-de-Maurienne (Savoie, 73)
- Saint-Raphaël (Var, 83)
- Saverne (Bas-Rhin, 67)
- TGV aéroport Charles-de-Gaulle (Val-d'Oise, 95)
- TGV Haute-Picardie (Somme, 80)

### Mise en œuvre des contrôles
La police procède à l'examen des documents de nature à établir l'identité sur le lieu même du contrôle.
Les personnes contrôlées peuvent établir leur identité « par tout moyen » (carte d'identité, passeport ou permis de conduire, livret de famille, livret militaire, extrait d'acte de naissance avec filiation complète, carte d'électeur ou de sécurité sociale, carte d'étudiant, etc., ou encore appel à témoignage (art. 78-2 du CPP)). La présentation de la carte d'identité n'est cependant pas obligatoire. Les étrangers doivent en outre faire la preuve de la régularité de leur séjour (passeport, visa, carte de séjour).
Cependant, l'article 78-3 du CPP dispose qu'un officier de police judiciaire peut retenir, sur place ou au commissariat de police, un individu pour procéder à une vérification des éléments de justification (ou si aucun élément n'a été fourni ou si les éléments fournis sont soit jugés insuffisants — document sans photo, soit « manifestement » faux). Il peut aussi suivre la personne à son domicile afin qu'elle y cherche ses documents d'identité, si elle a donné son accord exprès et librement consenti.
Dans ce cas, la rétention ne peut se prolonger que le temps strictement exigé par l'établissement de l'identité et ne peut excéder 4 heures (imputées sur une éventuelle mesure de garde à vue (art. 78-4 du CPP) et 8 heures à Mayotte [réf. nécessaire]. Si l'individu retenu ne coopère pas ou s'il n'existe aucun autre moyen d'établir l'identité, le procureur de la République ou un juge d'instruction peuvent autoriser le recours à la prise d'empreintes digitales et/ou de photos. 
À l'issue de la retenue, si aucun élément n'est retenu contre l'individu, il ne peut être fait mention de la vérification dans aucun fichier. Le procureur de la République s'assure que l'ensemble des pièces de la procédure de vérification sont détruites dans un délai de 6 mois.
L'impossibilité de prouver son identité n'est pas constitutive d'une infraction. Le refus de donner son identité n'est pas une infraction. Par contre, le fait de donner une fausse identité peut donner lieu à des poursuites pour entrave à la justice ou à l'action d'un agent de police.
Bien que cela arrive parfois, il est interdit aux policiers d'ajouter des mentions sur le passeport lors des contrôles d'identité (sauf lors de l'entrée ou de la sortie du territoire).
Au cours de cette période, la personne contrôlée peut présenter de nouveaux papiers, faire appel à des témoignages, faire prévenir le procureur de la République, ou toute personne de son choix. S'il s'agit d'un mineur, son représentant légal doit être averti préalablement, et l'assister lors de la vérification (sauf impossibilité). Le procureur de la République doit également être informé.

## Pratique des contrôles d'identité

### Rapports et avis de la Commission nationale de déontologie de la sécurité
Dans son rapport de 2008 sur les mineurs, la Commission nationale de déontologie de la sécurité (CNDS), créée par le gouvernement Jospin, a rappelé qu'« il convient en particulier d'éviter les contrôles d'identité sans motif et au faciès, les interpellations dans des lieux inappropriés, les mesures de coercition inutiles et les violences illégitimes ». Selon la CNDS, « les contrôles répétés sur des mineurs dont l'identité est parfaitement connue des fonctionnaires – ce dont se plaignent fréquemment les jeunes de certains quartiers – sont à proscrire (...) de même que les contrôles sans motifs juridiques : par exemple, le fait de vouloir se soustraire à la vue d'un policier ne constitue pas en soi une menace à l'ordre public justifiant d'effectuer une telle vérification ».
La CNDS a en outre rappelé qu'en cas de contrôle d'identité sur un mineur, des « documents suffisamment probants, tels que des titres de transport comportant une photographie », rendent une vérification au commissariat inutile. La Commission relève que « trop souvent », la mesure privative de liberté que constitue la vérification d'identité au commissariat « a suscité l'incompréhension de jeunes gens contrôlés faute d’explications suffisantes, des protestations de leur part et a conduit à des heurts avec les forces de sécurité ».
Elle donne l'exemple d'un mineur qui, contrôlé, a donné sa carte de lycéen aux policiers, qui ont ensuite voulu l'emmener au commissariat pour vérification d'identité. « Apeuré », le mineur a refusé de les suivre, et a été menotté et brutalisé, ce qui lui a valu une opération « pour plusieurs fractures du nez et des dents » ainsi qu'un « traumatisme aux conséquences durables ».
Dans un autre avis du 1er décembre 2008, la CNDS a écrit qu'elle « [estimait] que les contrôles qui se sont multipliés récemment tout en se rapprochant des nombreux foyers où résident des étrangers font peser une pression quotidienne en premier lieu sur tous les étrangers quelle que soit leur situation au regard de la loi, mais aussi sur des habitants de Montreuil qui en sont les témoins ». De tels contrôles avaient été encouragés par la circulaire du 21 février 2006 sur les conditions d'interpellation d'un étranger en situation irrégulière, signée par le ministre de l'Intérieur Nicolas Sarkozy et le garde des Sceaux Pascal Clément.
En mai 2008, la CNDS a demandé au ministère de l'Intérieur d'engager des « poursuites disciplinaires » à l'égard d'un brigadier de police qui avait effectué des contrôles d'identité à proximité de la CIMADE (association d'aide juridique aux étrangers), à Montpellier, dans une rue qui n'entrait pas dans le champ de la zone autorisée par la réquisition du procureur, bien qu'elle en fasse souvent partie. Aucune poursuite n'a cependant été engagée.

### Contrôles au faciès
Cette section ne s'appuie pas, ou pas assez, sur des sources secondaires ou tertiaires indépendantes du sujet. Le texte peut contenir des analyses inexactes ou inédites de sources primaires.
Pour l'améliorer, ajoutez-en, ou placez des modèles {{Source secondaire souhaitée}} ou {{Source secondaire nécessaire}} sur les passages mal sourcés. (décembre 2020)
Selon une étude réalisée en 2007 et 2008, « Police et minorités visibles : les contrôles d’identité à Paris », publiée en 2009 par l’Open Society Institute, « Les contrôles d’identité effectués par les policiers se fondent principalement sur l’apparence : non pas sur ce que les gens font, mais sur ce qu’ils sont, ou paraissent être. » Fabien Jobard et René Levy, tous deux chercheurs en sociologie au CNRS, ont choisi cinq sites très fréquentés parmi les plus policés de Paris (Gare du Nord Station, GDN-Thalys, GDN-RER, Châtelet-Station, Châtelet-Innocents). Dans un premier temps, ils ont recensé les types de personnes transitant par ces lieux : âge, sexe, origine ethnique, tenue vestimentaire et présence ou non de sac. Ces premières observations ont révélé une population de référence (37 833 personnes) composée à 57,9 % de personnes perçues comme « blanches », 23 % comme « noires », 11,3 % comme « arabes », 4,3 % comme « asiatiques », 3,1 % comme « indo-pakistanaises » et moins de 1 % comme d'une « autre origine ». La seconde phase a consisté à observer le travail policier dans les mêmes lieux et aux mêmes heures. Le suivi de 525 contrôles d’identité a permis de constater que les Noirs se faisaient contrôler, en moyenne, 6 fois plus que les Blancs, et les Arabes 7,8 fois plus. Idem pour les fouilles et palpations : 4 et 3 fois plus fréquentes pour ces populations. L’étude établit également que les jeunes portant certaines tenues vestimentaires (hip-hop, rap, gothique ou techno), soit 10 % de la population présente sur les lieux d’enquête, comptent pour 47 % des personnes contrôlées. Selon la très vaste étude franco-allemande POLIS, du CNRS et du Max Planck à Fribourg, qui porte sur 22 000 adolescents d'une part, et des centaines d'heures d'observation dans les patrouilles de police, la discrimination ethnique est présente dans les deux villes françaises, mais pas les villes allemandes. Les pourcentages de personnes soumises à des contrôles multiples (plus de 3 dans l'année) sont de 10,7% pour la minorité d'origine turque en Allemagne et 11,2% pour le groupe majoritaire, soit un niveau comparable. En France, pour la minorité d'origine nord africaine ils sont de 22,6% contre 9,4% pour le groupe majoritaire, soit un écart de un à deux. En Allemagne, la minorité estime le comportement des agents au cours du contrôle "violent" dans 9,2% des cas, et en France dans 33,6% des cas, plus de trois fois plus souvent. Les résultats ont été publiés dans le journal d'information de la Société Européenne de Criminologie. Le style de vie ou les comportements délinquants des adolescents sont des facteurs du contrôle, mais même lorsqu'ils sont pris en considération, l'appartenance à la minorité ethnique reste un facteur explicatif des écarts entre les taux de contrôles des groupes minoritaire et majoritaire en France selon les auteurs de l'étude.
En décembre 2020, à la suite de l'affaire Michel Zecler, Emmanuel Macron annonce la mise en place d’une plateforme de signalement des discriminations subies lors de contrôles d’identité. Ses propos entraînent la colère de deux syndicats de police. Le président avait notamment déclaré : « Aujourd’hui, quand on a une couleur de peau qui n’est pas blanche, on est beaucoup plus contrôlé […]. On est identifié comme un facteur de problème et c’est insoutenable »,.

### Profilage ethnique
Le Royaume-Uni est le seul pays de l'Union européenne qui collecte et publie systématiquement des données policières sur les interpellations, y compris des informations volontaires et auto-identifiées sur l'appartenance ethnique. Cela a permis une analyse détaillée des modèles de comportement discriminatoire, en particulier en ce qui concerne les pouvoirs d'interpellation et de fouille en vertu de la législation antiterroriste britannique, qui n'exige pas un soupçon raisonnable de faute. Bien qu'il y ait eu un débat important sur la question, le gouvernement français résiste à tout type de collecte de données concernant la race ou l'appartenance ethnique. Les arguments officiels reposent sur « l'idéal républicain » consacré à l'article premier de la Constitution déclarant la France une république indivisible garantissant l'égalité sans distinction d'origine, de race ou de religion. La Commission européenne contre le racisme et l'intolérance (ECRI) a encouragé les autorités françaises à développer un « système complet et cohérent de collecte de données ... pour évaluer la situation des différents groupes minoritaires en France et pour déterminer l'étendue de ... la discrimination raciale dans différents domaines de la vie. » Le Comité des Nations unies pour l'élimination de la discrimination raciale a formulé des recommandations similaires.
Selon Human Rights Watch, les autorités françaises n'enregistrent ni ne publient non plus de données sur l'utilisation des contrôles d'identité par la police, ni ne retracent l'origine ethnique des personnes interpellées. Sans documentation expliquant la base juridique du contrôle d'identité, il n'y a aucun moyen de vérifier sa légalité ou de fournir la preuve qu'il s'agissait d'un abus de pouvoir ou de mauvais traitements.

Le Défenseur des droits, agent public français chargé de défendre les droits de l’homme, a critiqué à plusieurs reprises les contrôles d’identité discriminatoires et appelé à une réforme. En 2016, la Cour de cassation a jugé que les interpellations policières de trois jeunes hommes constituaient une discrimination et « une faute grave engageant la responsabilité de l'État »

### Jurisprudence
- Cour européenne des droits de l'homme, 4e section, 12 janvier 2010, Gillan et Quinton c. Royaume-Uni (n° 4158/05): condamnation du Royaume-Uni et critique de l'art. 44 du Terrorism Act de 2000, comparable aux contrôles d'identité sur réquisition du procureur (mais avec moins de limites)